# Lisa Lilja
Lisa Lilja, född 22 november 1996, är en svensk friidrottare (kortdistanslöpning) tävlande för Örgryte IS. Hon vann SM-guld på 200 meter utomhus 2018 och 2022, 200 meter inomhus 2019 och 2022 samt 400 meter utomhus 2023.

## Karriär
I februari 2022 vid inomhus-SM tog Lilja guld på 200 meter på tiden 23,55 sekunder.

## Personliga rekord
| Utomhus - 100 meter: 11,59 (Göteborg i Sverige 23 juli 2022) - 200 meter: 23,14 (Norrköping i Sverige 7 augusti 2022) - 400 meter: 52,18 (Rom i Italien 8 juni 2024) | Inomhus - 60 meter: 7,54 (Göteborg i Sverige 14 januari 2023) - 200 meter: 23,50 (Växjö i Sverige 20 januari 2023) - 400 meter: 53,48 (Växjö i Sverige 20 januari 2024) |